# Ошанов, Султан
Султан Ошанов (1898, Астраханская губерния, Российская империя — неизвестно, Казахская ССР) — старший чабан колхоза «Кусем» Урдинского района Западно-Казахстанской области, Казахская ССР. Герой Социалистического Труда (1948).

## Биография
Родился в 1898 году в семье кочевника-животновода в Астраханской губернии на территории бывшей Букеевской Орды (на территории современного Жанибекского района). С раннего возраста трудился в сельском хозяйстве. С 1930 года — табунщик, старший табунщик в колхозе «Кусем» (в последующем — колхоз имени Кирова, совхоз имени Батурина) Урдинского района.
Ежегодно показывал высокие трудовые результаты в коневодстве. В 1947 году вырастил при табунном содержании 60 жеребят от 60 конематок. Указом Президиума Верховного Совета СССР от 23 июля 1948 года удостоен звания Героя Социалистического Труда за «получение высокой продуктивности животноводства в 1947 году» с вручением ордена Ленина и золотой медали «Серп и Молот» (№ 2552).
В последующие годы продолжал показывать высокие трудовые результаты. В 1948 году вырастил 70 жеребят от 70 конематок и в 1949 года — 90 жеребят от 90 конематок.
В 1964 году вышел на пенсию. Дальнейшая судьба не известна.